# Peter Podewils
Peter von Podewils (* vor 1490; † vor 1522) war ein Ritter und Gefolgsmann Herzogs Bogislaw X. von Pommern. Er war Vogt und Amtshauptmann von Loitz.

## Leben
Peter Podewils entstammte dem namhaften, in Pommern schlossgesessenen Adelsgeschlecht derer von Podewils. Er war ein Sohn des Adam Podewils und der Kunigunde Wolden a.d.H. Wusterbath. 
Seit etwa 1490 trat er als herzoglicher Rat in Erscheinung, war Vogt des herzoglichen Hauses in Loitz und später Hofmarschall. Dem Vater, seinem Bruder Ventz und ihm hatte der Herzog 1495 das Haus Demmin für 733 rheinische Gulden verpfändet, nach der Belehnung 1512 war er der eigentliche Nutznießer. Außer dem Gut Vorwerk gehörten Anteile an verschiedenen Dörfern der Umgebung sowie verschiedene Hebungen und Dienste dazu. 
Peter Podewils nahm 1496 an der Wallfahrt Bogislaws X. nach Jerusalem teil. Beim Kampf mit türkischen Piraten wurde er schwer verwundet. Dass er davor dem Herzog das Leben gerettet habe, ist nicht in allen Reiseberichten verbürgt. In Jerusalem erhielt Peter Podewils vom Herzog den Ritterschlag. Nach der Rückkehr ernannte ihn der Herzog, in Nachfolge Werners von der Schulenburg, zum Hauptmann des Landes Stettin. Dies war das höchste Amt, das der Herzog vergeben konnte. 1504 wurde er wieder zum Vogt des Landes Loitz ernannt. Während er dieses Amt bis zu seinem Tod im Jahr 1521 oder 1522 ausübte, kam dafür seit 1510 die Bezeichnung „Amtshauptmann“ in Gebrauch.
Peter Podewils war ursprünglich Erbherr auf Krangen, wohl auch auf Wusterwitz. Außerdem belehnte ihn der Herzog 1498 mit den Gütern Tentzerow und Kruckow. 1512 wurde er mit Vorwerk, Schönfeld, Retzow, Glendelin, Käseke, Plestlin und Gramzow belehnt. Es gelang ihm in den beiden ersten Jahrzehnten des 16. Jahrhunderts umfangreichen Landbesitz im Demminer Raum zu erwerben. Zu den Besitzungen, mit denen er auch belehnt wurde, gehörten unter anderem ab 1515 ebenfalls Zachariae mit einer Wassermühle, 1517 Zarrentin und Leussin bei Jarmen sowie die Anwartschaft auf das spätere Stammgut Sanzkow.
Peter Podewils war mit Katharine von Moltzan a.d.H. Wartenberg († 1504), Tochter des Ludolf II. von Moltzan, Erbherr auf Wolde und Schossow, urkundlich 1446 bis 1491, vermählt. Mit ihr hatte er die Söhne Ventz und Joachim († 1551). Letzterer war Erbherr auf Krangen und Demmin, Landvogt in Stolp, Hauptmann in Gartz und fürstlich pommerscher Rat, der die Linie fort setzte.